# Sandhaven
Sandhaven är en ort i Storbritannien.   Den ligger i kommunen Aberdeenshire och riksdelen Skottland, i den norra delen av landet, 700 km norr om huvudstaden London. Sandhaven ligger 8 meter över havet och antalet invånare är 690.
Terrängen runt Sandhaven är platt. Havet är nära Sandhaven norrut. Runt Sandhaven är det ganska glesbefolkat, med 34 invånare per kvadratkilometer. Närmaste större samhälle är Fraserburgh, 2,9 km öster om Sandhaven. Trakten runt Sandhaven består i huvudsak av gräsmarker.